# Компернолле, Том
Том Компернолле (нидерл. Tom Compernolle; 13 ноября 1975, Брюгге — 16 июня 2008, Зеделгем, Фламандский регион) — бельгийский легкоатлет, участник летних Олимпийских игр 2004 года.

## Биография
В 2004 году Компернолле принял участие в летних Олимпийских играх в Афинах. В первом раунде в беге на 5000 метров Том, с результатом 13:43,44, занял в своём забеге 14-е место, но этот результат не позволил бельгийскому спортсмену принять участие в финале соревнований.
На чемпионатах мира лучшим результатом в карьере Компернолле стало 16-е место в 2001 году на чемпионате в Эдмонтоне, а на чемпионатах Европы 10-е место, добытое в 2006 году на соревнованиях в Гётеборге.
В 2007 году Компернолле завершил свою спортивную карьеру и устроился на службу в армию. 16 июня 2008 года во время армейских учений грузовик в котором ехал Компернолле вылетел с дороги. В результате этого ДТП спортсмен погиб.